# University of Houston

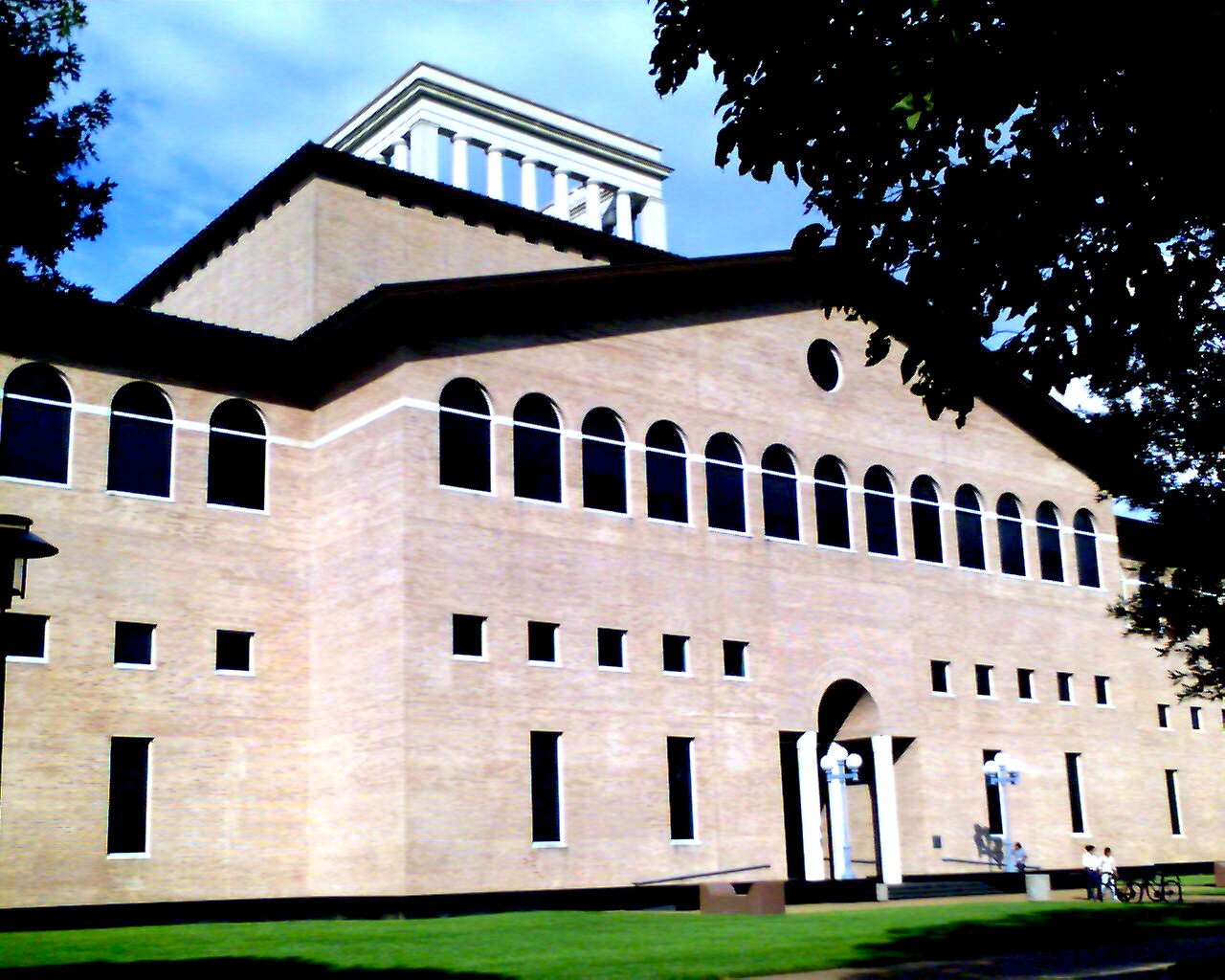
College of Architecture

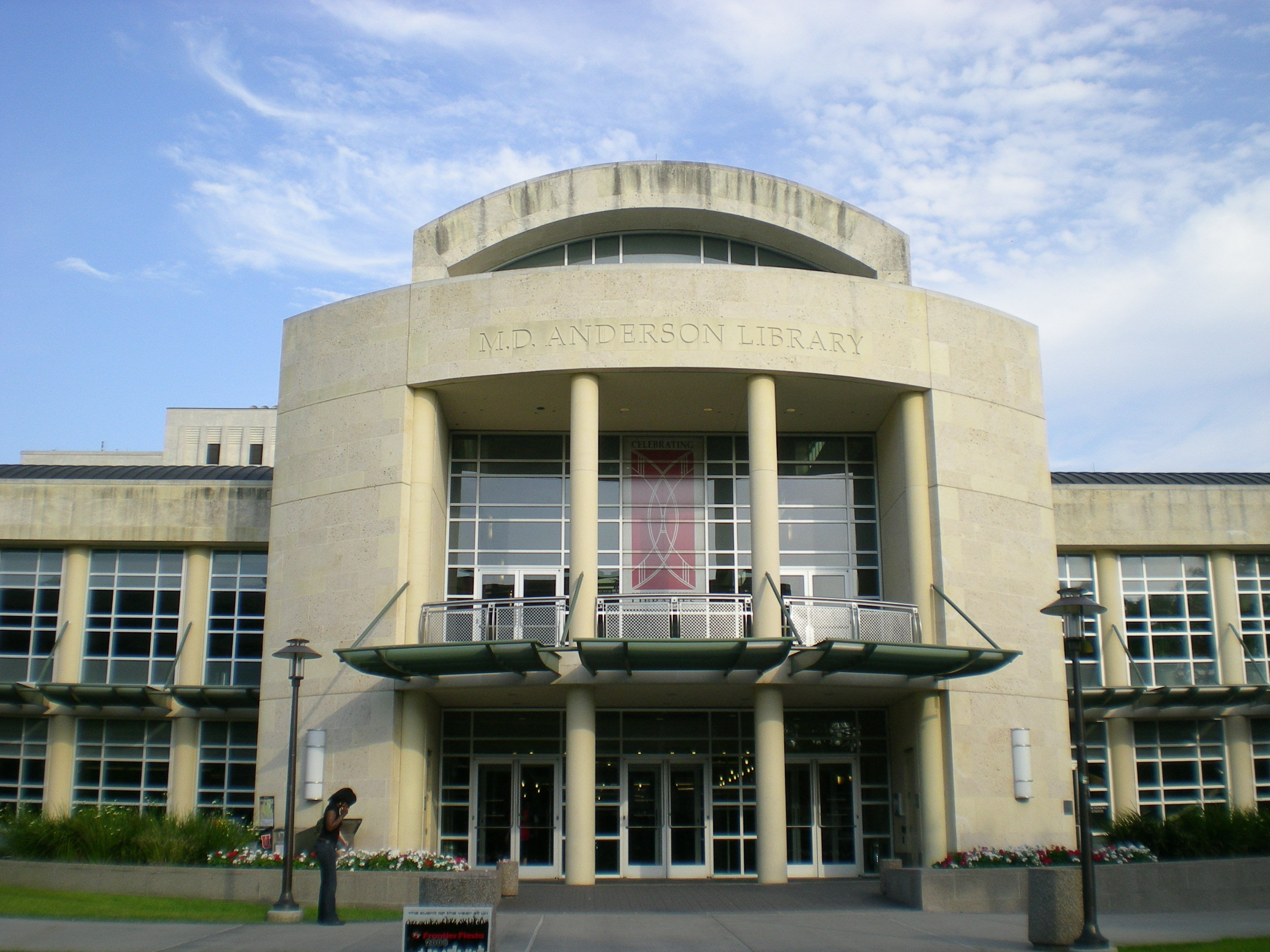
Anderson Library

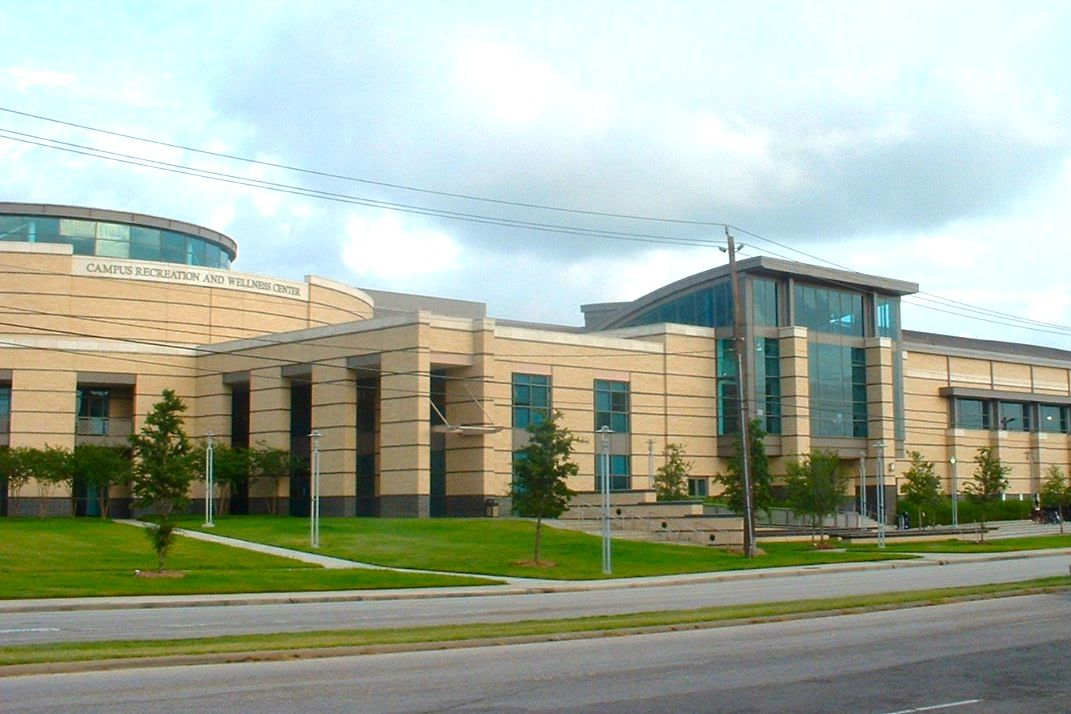
Recreation and Wellness Center

Die Universität Houston (engl.: University of Houston; kurz: UH) ist eine staatliche Universität in der Stadt Houston im US-Bundesstaat Texas. Mit 46.700 Studierenden ist sie der wichtigste Standort des University of Houston Systems und die drittgrößte texanische Universität.

## Geschichte
Die UH wurde am 7. März 1927 mit 232 Studenten als Houston Junior College gegründet. 1934 erhielt sie ihren heutigen Namen und 1939 zog sie auf den heutigen Campus um. Von 1985 bis 1988 wurde die Hochschule University of Houston–University Park genannt.

## Fakultäten
- Architektur (Gerald D. Hines College of Architecture)
- Geistes- und Sozialwissenschaften
- Hotel- und Restaurantmanagement (Conrad N. Hilton College of Hotel and Restaurant Management)
- Ingenieurwissenschaften (Cullen College of Engineering)
- Naturwissenschaften und Mathematik
- Optometrie
- Pädagogik
- Pharmazie
- Rechtswissenschaften
- Sozialarbeit
- Technologie
- Wirtschaftswissenschaften (C. T. Bauer College of Business)

## Zahlen zu den Studierenden und den Dozenten
Im Herbst 2022 waren 46.700 Studierende an der HU eingeschrieben. Davon strebten 37.943 (81,2 %) ihren ersten Studienabschluss an, sie waren also undergraduates. Von diesen waren 52 % weiblich und 48 % männlich; 24 % bezeichneten sich als asiatisch, 11 % als schwarz/afroamerikanisch, 37 % als Hispanic/Latino und 19 % als weiß. 8.757 (18,8 %) arbeiteten auf einen weiteren Abschluss hin, sie waren graduates. Es lehrten 1.930 Dozenten an der Universität, davon 1.529 in Vollzeit und 401 in Teilzeit. 2008 waren 36.000 Studierende eingeschrieben.

## Sport

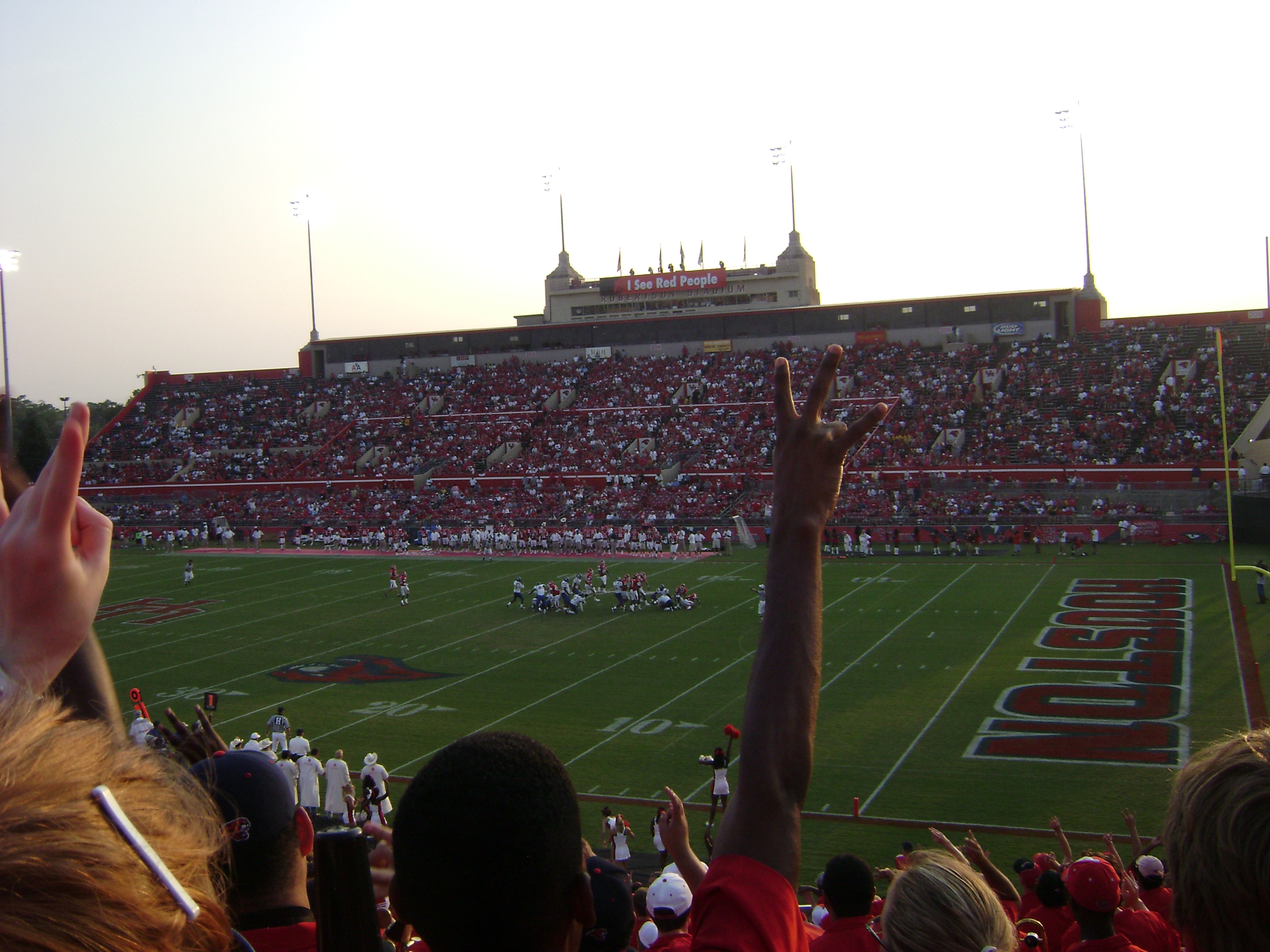
Robertson Stadium

Die Sportteams der UH sind die Houston Cougars. Die Hochschule ist seit 2023 Mitglied der Big 12 Conference.

## Persönlichkeiten

### Professoren
- Edward Albee (1928–2016) – Theaterwissenschaften
- Carlisle Floyd (1926–2021) – Oper
- Paul R. Gregory (* 1941) – Economics
- Gerald Horne (* 1949) – Geschichte und afroamerikanische Studien
- John Kagel (* 1942) – Economics
- Milton Katims (1909–2006) – Violine
- Claudia Neuhauser (* 1962) – Mathematik

### Absolventen

#### Kunst und Medien
Architektur
- Carlos Jiménez (* 1951) (B. Arch., 1981)

Unterhaltung/Darstellende Künste
- Loretta Devine (* 1949) (BA, Speech and Drama, 1971) – Schauspielerin
- Larry Gatlin (* 1948) (BA, English, 1970) – Countrysänger
- Bill Hicks (1961–1994) (dropout) – Komiker
- Lil Wayne (* 1982) (Philosophy) – Rapper
- Master P (* 1967) (Basketball) – HipHop
- Pauline Oliveros (1932–2016) – elektronische Musik
- Dennis Quaid (* 1954) (dropout) – Schauspieler
- Randy Quaid (* 1950) (Drama, 1971) – Schauspieler
- Julian Schnabel (* 1951) (fine arts, 1973) – Künstler
- Brent Spiner (* 1949) – Schauspieler
- Townes Van Zandt (1944–1997) – Folkmusiker
- Paul Wall (* 1981) – Rapper

#### Regierung, Politik und Justiz
Regierung
- Kamal Charrazi (* 1944) (Education) – iranischer Außenminister

Politik
- Jasmine Crockett (* 1981) (J.D., 2006) – Kongressabgeordnete
- Tom DeLay (* 1947) – Kongressabgeordneter
- Julie Johnson (* 1966) (J.D. 1991) - Kongressabgeordnete

#### Sport
Baseball
- Ben Weber (1989–1991) – World Series 2002 Champion

American Football
- Kimble Anders (* 1966)
- Case Keenum (* 1988)
- Sebastian Vollmer (* 1984)
- Hogan Wharton (1935–2008)
- Ed Oliver (* 1997)

Basketball
- Clyde Drexler (* 1962) (1980–1983)
- Elvin Hayes (* 1945) (1966–1968)
- Hakeem Olajuwon (* 1963) (1982–1984)

Olympiasieger
- Leroy Burrell (* 1967) (1986–1990) – Läufer
- Joe DeLoach (* 1967) – Läufer
- Carl Lewis (* 1961) (1982–1985) – Athlet
- Michelle Smith de Bruin (* 1969) – Schwimmerin

Golf
- Fred Couples (* 1959) (1977–1980)
- Steve Elkington (* 1962) (1982–1985)
- Fuzzy Zoeller (* 1951) – 1979 Masters Champion

Volleyball
- Flo Hyman (1954–1986)
- Alan Keny (1962–1975)

#### Wirtschaft
- Kenneth Lay (1942–2006) (PhD), ehemaliger CEO von Enron